# Dewoitine D.500
Dewoitine D.500 byl celokovový jednomístný stíhací jednoplošník s otevřeným kokpitem a pevným podvozkem používaný francouzským letectvem ve 30. letech 20. století. Letoun byl zaveden v roce 1935, aby brzy byl nahrazen novou generací letounů s uzavřeným kokpitem a zatahovatelným podvozkem, mezi ně patřil i přímý následovník letounu – Dewoitine D.520.

## Vývoj a popis

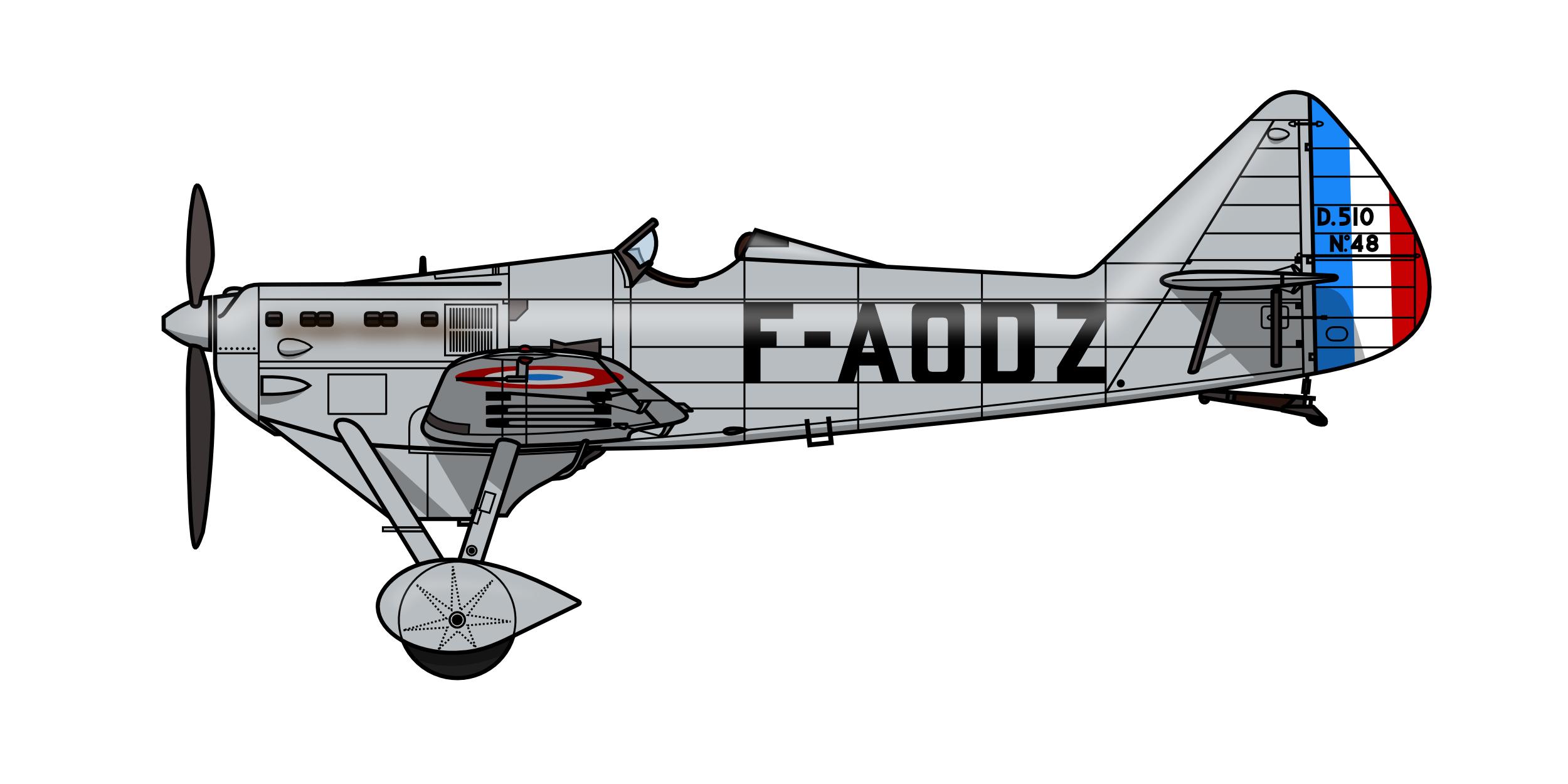
Dewoitine D.510 (N°48, F-AODZ), Francie

Letoun D.500 navrhl zakladatel, technický ředitel a hlavní konstruktér společnosti Émile Dewoitine na základě specifikací C1, které vydalo francouzské ministerstvo letectví v roce 1930 na letoun, který měl nahradit stroje Nieuport-Delage NiD 62. V té době bylo ještě očekáváno vítězství dvouplošníku, ale Dewoitine navrhl na svou dobu revoluční celokovový jednoplošník, který poháněl nový motor Hispano-Suiza 12Xbrs s max. výkonem 507 kW ve výšce 4 000 m. Prototyp D.500-01 poprvé vzlétnul 18. června 1932. Zkušební lety odhalily potíže s chlazením motoru, vysokou přistávací rychlost (letoun neměl vztlakové klapky) a potíže s ovladatelností ve vývrtce. Přesto byl letoun vybrán jako vítěz soutěže. V listopadu 1933 bylo objednáno prvních 60 kusů, přičemž první sériový letoun D.500-C1 poprvé vzlétnul 29. listopadu 1934. Výzbroj letounu tvořily dva synchronizované kulomety Vickers ráže 7,7 mm a později Darne ráže 7,5 mm montované nad motor, přičemž bylo možné namontovat ještě dva kulomety do křídla. Další verzí byl letoun vyzbrojený leteckým kanónem Hispano-Suiza S7 ráže 20 mm, který střílel osou vrtule. Kanón byl namontován mezi válci motoru Hispano-Suiza 12Xcrs. Tato verze byla označena D.501-C1. Další dva kulomety byly neseny v křídle.
Letouny byly vyráběny v závodě Dewoitine (později SNCAM), ale především i v licenci u společností Lioré et Olivier (později SNCASE) a Ateliers-et-Chantiers de la Loire (později SNCAO). 14. srpna 1934 poprvé vzlétnul letoun nové verze s označením D.510. Letoun vznikl úpravou jednoho letounu D.500, který dostal nový výkonnější, ale i těžší motor Hispano-Suiza 12Ycrs s výkonem 632 kW. Letoun měl i větší chladič, palivovou nádrž a mnoho dalších více či méně významných změn. Výzbroj se i nadále sestávala z 20mm kanónu a dvou kulometů Darne, ale později vyrobené stroje nesly již modernější kulomety MAC 1934 ráže 7,5 mm.
Letouny byly i vyváženy do jiných zemí. V roce 1934 objednala Venezuela 3 letouny D.500V. Následovala Litva (14 letounů D.501L), Čína (24 letounů D.510C), Japonsko (2 letouny D.510J), SSSR (1 letoun D.510R) a Spojené království (1 letoun D.510A).
Počátkem roku 1934 projevila turecká vláda zájem o 36 kusů modifikovaných D.500 s pohonnou jednotkou HS-12Xcrs, nebo 12Ycrs s dvoulistou dřevěnou vrtulí. Pod označením D.510T (Turquie) byla zahájena stavba sedmi kusů. Stroje neměly kanón Oerlikon S-9 ráže 20 mm střílející osou vrtule, místo něj byla instalována dvojice pneumaticky ovládaných kulometů Colt-Browning do křídla a další pár do trupu nad motor. Na čtyři závěsníky pod křídlem bylo možno zavěsit pumy o hmotnosti 50 kg. Od francouzských D.510 se dále odlišovaly plnou výstrojí pro létání v noci. Podvozek byl kompletně převzat ze starší verze D.500. První D.510T byl zalétán 27. dubna 1935 na letišti Francazal a v létě pak odeslán do Turecka. Vlivem odkládání dodávek společností Dewoitine a změnou požadavků na letoun zákazníkem došlo ke zrušení objednávky. D.510T byl vrácen zpět výrobnímu závodu v Toulouse, kde byl mezitím postaven druhý exemplář.
D.510T byly nabídnuty francouzskému letectvu, které je odmítlo. O nákup se postaral emirát Hidžáz a Nedžd jako zprostředkovatel pro republikánské Španělsko, na které bylo uvaleno embargo na nákup zbraní. Dewoitine obdržely označení D.510TH a nově instalovanou přídavnou palivovou nádrž do trupu. Naopak veškerá hlavňová výzbroj byla demontována. Po schválení obchodu francouzskou vládou odletěly oba D.510TH 15. listopadu 1936 do Španělska. Jeden z nich však nouzově přistál ještě ve Francii u Rodezu a po demontáži byl převezen na místo určení nákladním automobilem. Španělé do svých D.510TH zabudovali mechanicky ovládané kulomety Darne ráže 7,69 mm. V létě 1937 byl z důvodu nedostatku náhradních dílů pro původní motory Hispano-Suiza 12Ycrs zabudován do draku jednoho D.510TH sovětský licenční motor M-100 (HS-12Ybrs) z SB-2.
Celkově bylo podle některých zdrojů vyrobeno 377 letounů D.500 a letounů od tohoto typu odvozených (97× D.500, 143× D.501, 90× D.510 a 47× na export).

## Operační historie

### Republikánské Španělsko

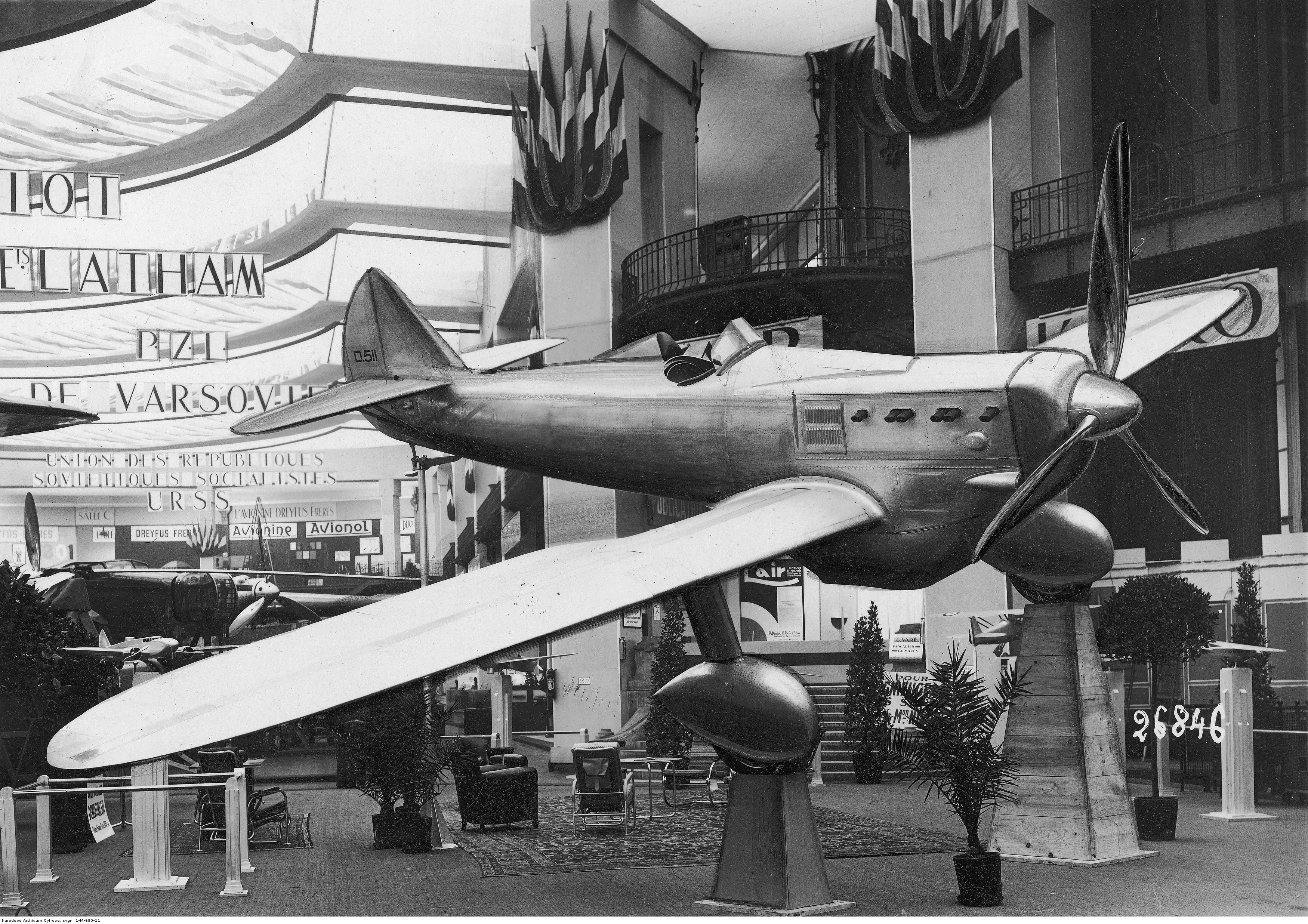
Dewoitine D.511

D.510TH zahájily svoji leteckou kariéru ve škole vysoké pilotáže v Carmolí. V roce 1938 byly oba letouny D.510TH převeleny k 1. escuadrille patřící Gruppo 71 dislokované na letišti Vilajuiga nedaleko francouzské hranice. Společně s dvanácti stroji Dewoitine D.371/372 a jedním kořistním letounem Fiat CR.32 měly za úkol bránit pobřeží a lodní trasu spojující Katalánsko s hlavním územím republiky na jihu. Jednotce velel jugoslávský dobrovolník Krusaj. Na jednom letounu D.510TH získal pilot José Correl potvrzeného sestřelu He 59 v nočním souboji.
První španělský D.510TH byl ztracen koncem roku 1938 při nouzovém přistání, druhý zlikvidovala Legie Condor 6. února 1939 při leteckém přepadu letiště Banolas.

### Armée de l'Air
Ačkoliv letouny byly v době svého vzniku považovány za revoluční, v době zavádění do výzbroje letectva již byly zastaralé. Souviselo to s prudkým rozvojem letounů v době před druhou světovou válkou.
Letouny D.500 a D.501 vstoupily do služby v červenci 1935, výkonnější verze D.510 se k nim připojila v říjnu 1936. Letouny sloužily v roli hlavních stíhacích letounů Armée de l'Air až do jejich nahrazení letouny Morane-Saulnier MS.406 v roce 1939. V září 1939 byly letouny D.500/501 přiděleny k regionální obraně a k cvičným jednotkám. Na počátku druhé světové války zůstaly v operační službě jen letouny D.510, tvořily tři Groupe de Chasse (Stíhací peruť), dvě Escadrille Régionale de Chasse (Regionální stíhací letka v severní Africe) a dvě Escadrille de Aéronautique Navale (Letky námořního letectva).
Po pádu Francie přelétlo asi 11 letounů D.510 do severní Afriky. V roce 1942 při obsazování zbytku Francie Němci ukořistili již jen dva letuschopné stroje.

## Varianty

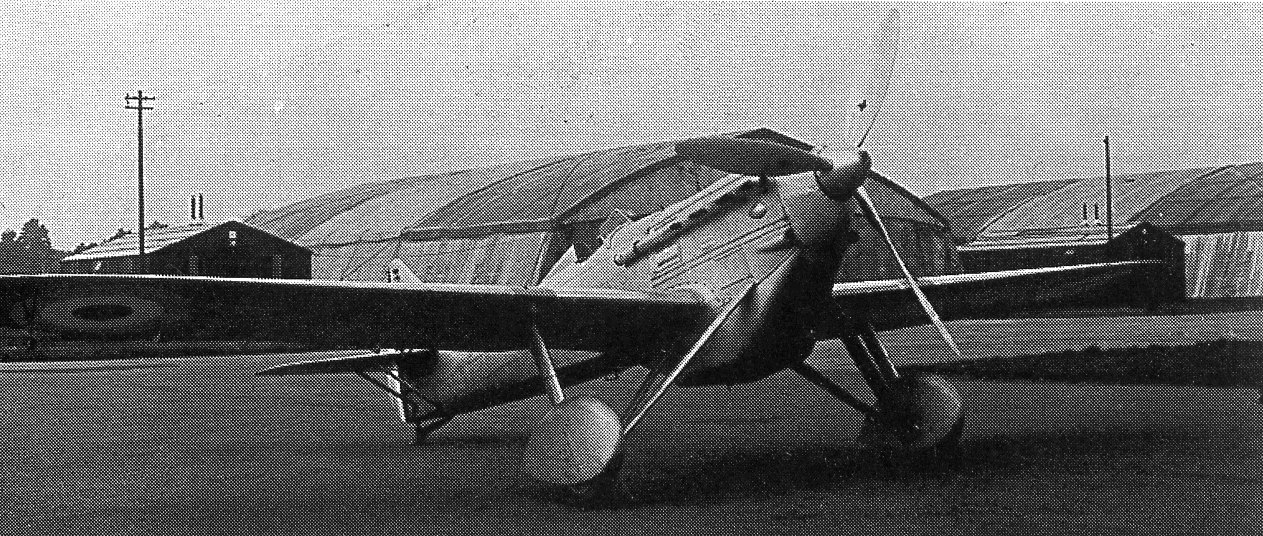
Dewoitine D.510 (L4670), Martlesham Down, říjen 1936

D.500.01
První prototyp letounu.
D.500
První výrobní verze letounu poháněná motorem Hispano-Suiza 12Xbrs s výkonem 515 kW (690 hp). Letouny byly vyzbrojeny dvojicí kulometů Vickers ráže 7,7 mm nebo Darne ráže 7,5 mm na nose letounu. Měl možnost montáže dalších dvou kulometů do křídla. Postaveno 101 strojů (96 pro Francii, 5 na export).
D.501
Letouny s motory Hispano-Suiza 12Xcrs vyzbrojené kanónem Hispano-Suiza S7 ráže 20 mm, který byl uložen mezi válci vidlicového motoru a střílel osou vrtule. Dále byl vyzbrojen dvojicí kulometů v křídle. Postaveno 157 strojů (143 pro Francii, 14 na export).
D.503
Jediný prototyp letounu D.511 vybavený motorem 12Xcrs s čelním chladičem na přídi letounu se stejnou výzbrojí jako D.501. Poprvé vzlétnul 15. dubna 1935.
D.510
Letouny vybavené motory Hispano-Suiza 12Ycrs s výkonem 640 kW (860 hp) vyzbrojené leteckým kanónem Hispano ráže 20 mm a dvojicí kulometů MAC 1934 v křídle. Letoun poprvé vzlétnul 14. srpna 1934. Postaveno 118 strojů (90 pro Francii, 28 na export).
D.511
Prototyp letounu s trupem a ocasní částí letounu D.500, s menším křídlem a motorem 12Ycrs. Byl postaven jeden prototyp, který nikdy nevzlétnul a byl nakonec přestavěn na verzi D.503.

## Specifikace (D.510)
Údaje podle z publikací „The great book of fighters “ a „Letadla 1939–45: Stíhací a bombardovací letadla Francie a Polska“.

Dewoitine D.510

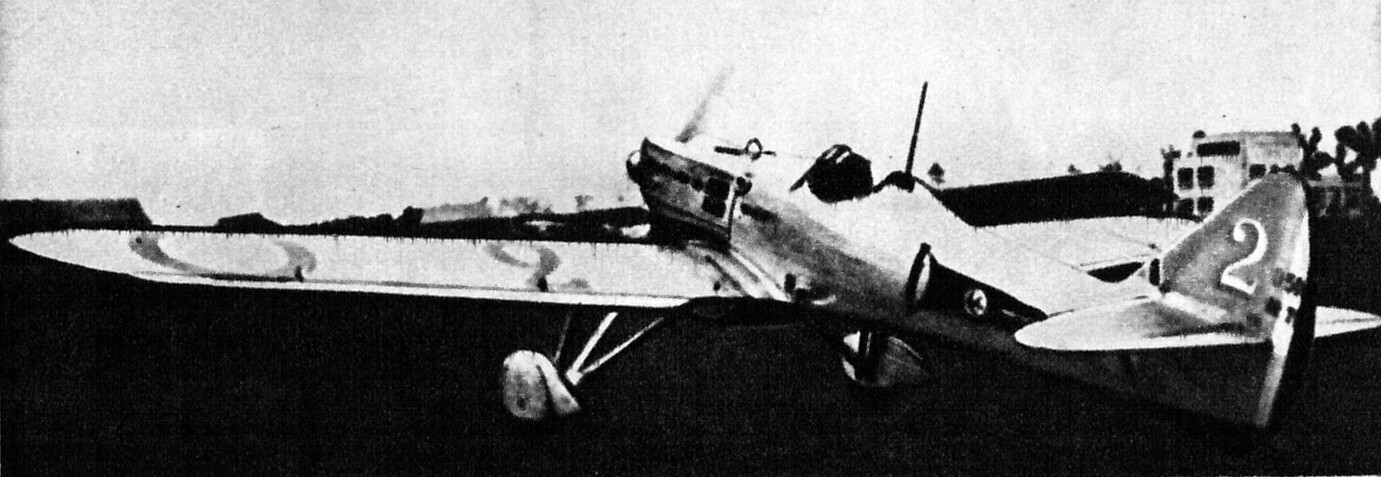
Dewoitine D.500

### Technické údaje
- Posádka: 1
- Rozpětí: 12,09 m
- Délka: 7,94 m
- Výška: 2,75 m
- Nosná plocha: 16,50 m²
- Plošné zatížení: 117 kg/m²
- Prázdná hmotnost: 1 490 kg
- Vzletová hmotnost: 1 950 kg
- Pohonná jednotka: 1 × dvanáctiválcový vidlicový motor Hispano-Suiza 12Ycrs
- Výkon pohonné jednotky: 860 k (632 kW) ve výšce 4 000 m

### Výkony
- Cestovní rychlost: ? km/h ve výšce ? m
- Maximální rychlost: 402 km/h ve výšce 5 000 m
- Dolet: 740 km
- Dostup: 10 500 m
- Stoupavost: 14,85 m/s
- Výstup do 1 000 m: 1 min. 19 s
- Poměr výkon/hmotnost: 0,33 kW/kg

### Výzbroj
- 1× letecký kanón Hispano-Suiza ráže 20 mm, 60 nábojů
- 2× kulomet Darne 32 nebo kulomet MAC 1934 ráže 7,5 mm, 300 nábojů na zbraň

## Uživatelé
Čínská republika

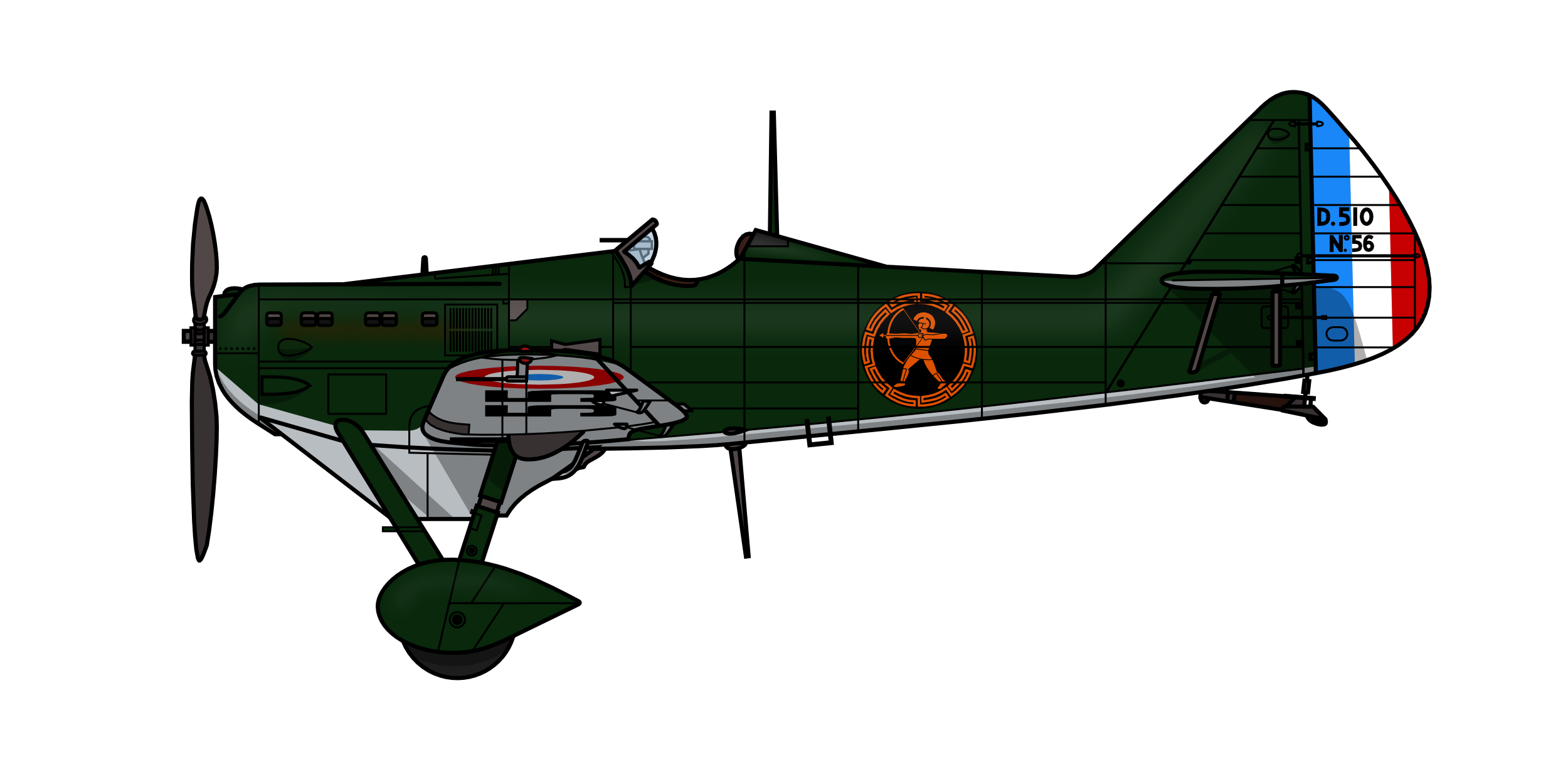
Dewoitine D.510 (N°56, R-055), Armée de l'Air, GC I/1

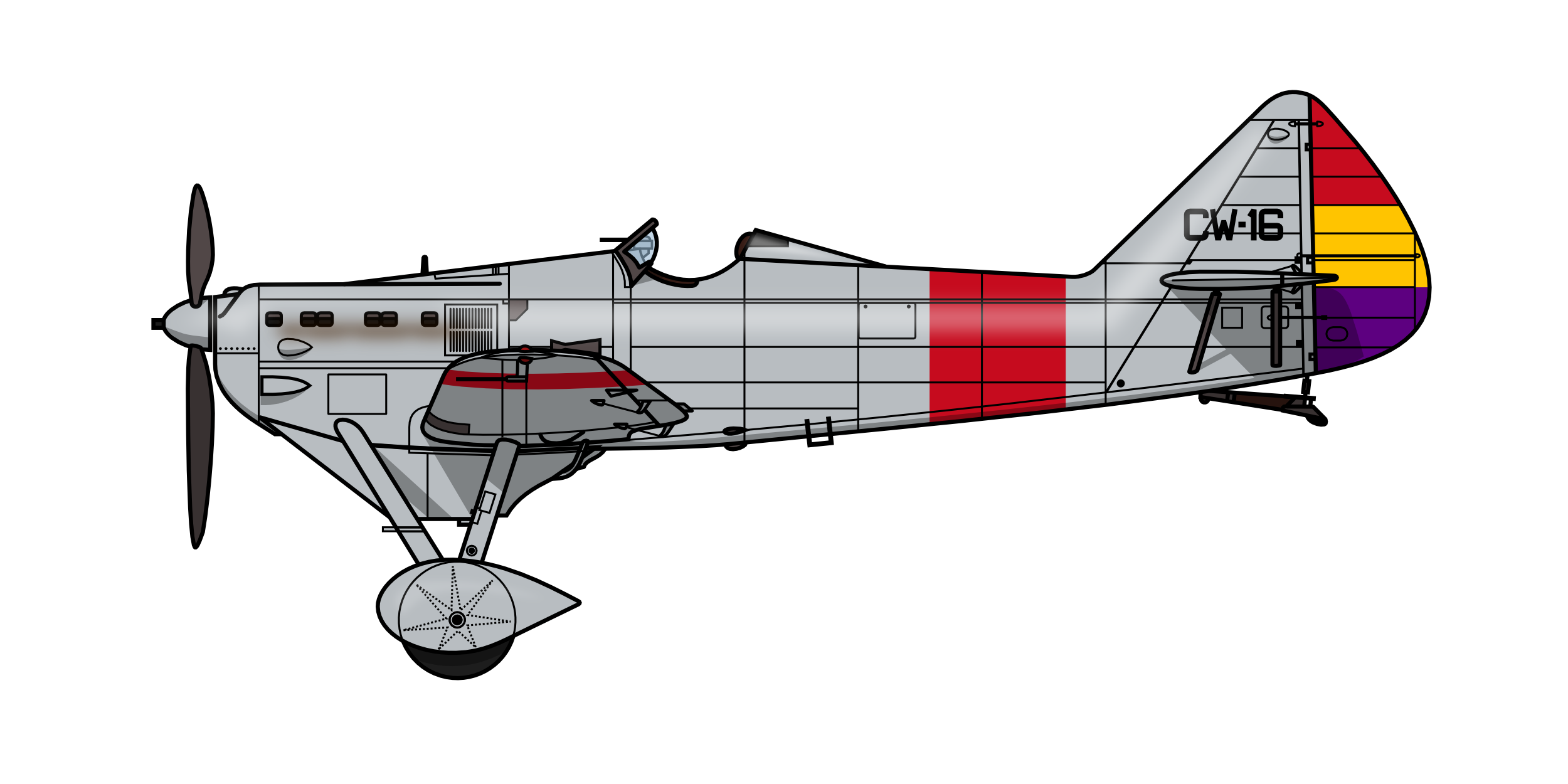
Dewoitine D.510TH (CW-16) španělského republikánského letectva

- Letectvo Čínské republiky používalo 24 letounů D.510C.

 Francie
- Francouzské letectvo
- Francouzské námořní letectvo

 Japonsko
- Japonské císařské námořní letectvo používalo 2 letouny D.510J pod označením AXD.

 Litva
- Litevské letectvo používalo 14 letounů D.501L.

 Spojené království
- Royal Air Force zkoušelo 1 letoun D.510A.

 Sovětský svaz
- Sovětské letectvo obdrželo jeden letoun D.510R.

 Španělsko
- Letectvo Španělské republiky – 2 letouny D.500TB.

 Venezuela
- Venezuelské letectvo používalo 3 letouny D.500V.

#### Související vývoj
- Dewoitine D.520

#### Podobná letadla
- Blériot-SPAD S.510
- Gloster Gladiator
- Hawker Fury
- Heinkel He 51
- Fiat CR.32
- P-26 Peashooter